# 박장현
박장현(1989년 6월 6일 ~ )은 대한민국의 남자 발라드 가수이다. 2011년 Mnet에서 방송한 《슈퍼스타K3》에 참가하며 후회한다라는 곡을 불렀다. 2013년 드라마 상속자들 OST에 참여하면서 음악 활동을 시작했으며 2016년 7월 12일 그룹 브로맨스의 첫 EP [The Action]으로 가수로 데뷔하게 되었다. 로맨틱한 감성 보컬 그룹 브로맨스로 다양한 곡을 발표했으며 듀엣가요제, 복면가왕, 보컬플레이, 내일은 국민가수 등 다양한 음악 프로그램에 출연했다.

## 디스코그래피

### 음반
| 《The Action》 | "Introduce(Feat. Basick)" 오래된 연인들" "여자 사람 친구" "빙(Feat. Big Tray)" "벌써 겨울" | 2016.07.12 | Vromance |
| 《Romance》    | "I'm Fine" 삼 년째 백수" "헤어지지 말자" "예뻐서 고마워" "어장관리"                        | 2017.01.06 | Vromance |

### 싱글
| "모두에게 크리스마스"                   | 2011.12.02 | 성시경 브라이언 서인국 박학기 황 프로젝트 |
| "벌써 겨울"                             | 2016.02.04 | 허각                                      |
| "어장관리"                              | 2016.09.14 | Vromance                                  |
| "모닝콜"                                | 2017.03.14 | Vromance                                  |
| "꽃"                                    | 2018.01.17 | Vromance                                  |
| "별"                                    | 2018.02.21 | Vromance                                  |
| "오 나의 계절"                          | 2018.04.06 | Vromance                                  |
| "원초적 본능"                           | 2018.08.03 | Vromance                                  |
| "같은 밤 다른 느낌                      | 2019.03.01 | Vromance                                  |
| "내게 기대어도 돼"                      | 2019.06.27 | Vromance                                  |
| "치료가 필요한 사람"                    | 2019.12.15 | Vromance                                  |
| "Always you"                            | 2020.06.20 | Vromance                                  |
| "너만 없는 하루"                        | 2021.05.31 | Vromance                                  |
| "그대를 사랑하는 10가지 이유"           | 2022.02.13 | 국가단 Valentine's Day Special            |
| "언제쯤..."                             | 2022.03.02 | 국가단 Special Gift                       |
| "그리워"                                | 2022.06.29 | 국민가수 솔로 프로젝트                    |
| "아직 헤어지지 못했어"                  | 2023.03.03 | Vromance                                  |
| "연기처럼"                              | 2023.04.25 | Vromance                                  |
| "스쳐간다"                              | 2023.07.30 | Vromance                                  |
| "안녕"                                  | 2024.02.01 | Vromance                                  |
| "겨울을빌려요"                          | 2024.02.01 | Vromance                                  |
| "아직 헤어지지 못했어(Remastered ver.)" | 2024.02.01 | Vromance                                  |
| "헤어지면 생각나는 노래"                | 2024.04.07 | Vromance                                  |
| "오늘 걷기엔 딱 좋겠다"                 | 2024.05.03 | Vromance                                  |
| "여우비"                                | 2024.07.06 | Vromance                                  |
| "괜찮은 척하지만"                       | 2024.07.19 | Vromance                                  |
| "그거면 됐다"                           | 2024.08.29 | Vromance                                  |

### OST
| 《SBS 상속자들》               | "Love Is..."              | 2013.10.16 | 박현규              |
| 《SBS 상속자들》               | "두 사람"                 | 2013.10.24 |                     |
| 《JTBC 힘쎈여자 도봉순》       | "사랑에 빠진 걸까요"      | 2017.03.31 | Vromance            |
| 《JTBC 맨투맨》                | "신비로운 걸"             | 2017.06.11 | Vromance            |
| 《tvN 막돼먹은 영애씨 시즌16》 | "혼자"                    | 2017.12.26 |                     |
| 《KBS 슈츠》                   | "Now"                     | 2018.05.23 | Vromance            |
| 《tvN 막돼먹은 영애씨 시즌17》 | "이길의 끝에"             | 2019.04.26 |                     |
| 《KBS 오! 삼광빌라!》          | "한 걸음 두 걸음 세 걸음" | 2021.03.06 |                     |
| 《KBS 연모》                   | "숨바꼭질" 티가 나"       | 2021.11.16 | Vromance            |
| 《TVING 결혼과 이혼 사이》     | "다시 꿈을 꾼다면"        | 2022.05.20 |                     |
| 《KBS 너에게 가는 속도 493km》 | "시간"                    | 2022.05.25 |                     |
| 《웹드라마 우리의 디데이》     | "Run Away"                | 2023.02.09 |                     |
| 《KBS 삼남매가 용감하게》      | "아름답고 더 찬란하게"    | 2023.03.04 |                     |
| 《TVING 결혼과 이혼 사이 2》   | "상처"                    | 2023.05.12 | 조현아 (어반자카파) |
| 《채널A 마녀》                 | "멀어지지 마"             | 2025.03.08 |                     |

### 참여 음반
| 《듀엣가요제》 22회                        | "풍문으로 들었소"                      | 2016.09.16 | 박남정                                             |
| 《불후의 명곡》 277화 (고)김현식편         | "사랑 사랑 사랑"                       | 2016.11.12 | Vromance                                           |
| 《불후의 명곡》 301화 이현 & 이수미편      | "잊지 마"                              | 2017.04.29 | Vromance                                           |
| 《복면가왕》 1426회                        | "Oasis" Sea of Love"                   | 2017.07.09 | 바다의 귀염둥이 아기해마 내 노래에 풍덩 다이빙소년 |
| 《불후의 명곡》 344화 작곡가 이영훈 10주기 | "붉은 노을"                            | 2018.03.10 | Vromance                                           |
| 《국민가수》 팀 미션 Part2                 | "알고 싶어요"                          | 2021.10.29 | 권민제 박창근                                      |
| 《국민가수》 데스 매치 Part2               | "한숨"                                 | 2021.11.12 |                                                    |
| 《국민가수》 팀 미션 단체전                | "함께 가야 해" 바다 끝" "질풍가도"     | 2021.11.19 | 고은성 손진욱 조연호 하동연                        |
| 《국민가수》 팀 미션 대장전                | "미아"                                 | 2021.11.26 |                                                    |
| 《국민가수》 준결승1 라이벌전              | "겨울사랑"                             | 2021.12.03 |                                                    |
| 《국민가수》 준결승2 한 곡 대결전          | "첫눈처럼 너에게 가겠다"               | 2021.12.10 | 김동현                                             |
| 《국민가수》 결승전 1R 레전드 미션         | "거짓말이라도 해서 널 보고싶어"        | 2021.12.17 |                                                    |
| 《국민가수》 결승전 파이널 인생곡 미션     | "살다가"                               | 2021.12.24 |                                                    |
| 《내일은 국민가수 갈라쇼》                 | "She Bangs" 눈 오는 밤" "나를 외치다"  | 2022.02.15 | 박창근 김동현 이솔로몬 이병찬 고은성 손진욱        |
| 《내일은 국민가수 토크콘서트》             | "노래가 늘었어" 제발" "커플"           | 2022.02.15 | 박창근 김동현 이솔로몬 이병찬 고은성 손진욱        |
| 《내일은 국민가수 올스타전》               | "인연" "보여 줄게" "슈퍼맨"            | 2022.02.15 | 박창근 김동현 김희석 김영흠                        |
| 《국가가 부른다》 Part1                    | "결혼까지 생각했어"                    | 2022.02.18 |                                                    |
| 《국가가 부른다》 Part2                    | "끝사랑"                               | 2022.02.25 |                                                    |
| 《국가가 부른다》 Part3                    | "그때 또 다시"                         | 2022.03.04 | 김희석                                             |
| 《국가가 부른다》 Part4                    | "가지마 가지마"                        | 2022.03.18 |                                                    |
| 《국가가 부른다》 Part5                    | "슬퍼지려 하기 전에"                   | 2022.03.25 | 박창근 이솔로몬 김동현 이병찬 조연호 김영흠 김희석 |
| 《국가가 부른다》 Part6                    | "젊음의 노트" 라라라"                  | 2022.04.01 | 김동현 이솔로몬                                    |
| 《국가가 부른다》 Part7                    | "내 하나의 사람은 가고"                | 2022.04.08 |                                                    |
| 《국가가 부른다》 Part9                    | "걱정 말아요 그대"                     | 2022.04.22 | 김영흠                                             |
| 《국가가 부른다》 Part10                   | "꽃피는 봄이 오면"                     | 2022.04.29 |                                                    |
| 《국가가 부른다》 Part11                   | "밤이면 밤마다"                        | 2022.05.06 | 이병찬                                             |
| 《국가가 부른다》 Part12                   | "천상재회"                             | 2022.05.13 |                                                    |
| 《국가가 부른다》 Part15                   | "살다 보면"                            | 2022.06.10 |                                                    |
| 《국가가 부른다》 Part16                   | "늦은 밤 너의 집 앞 골목길에서"        | 2022.06.17 |                                                    |
| 《국가가 부른다》 Part17                   | "그런 일은"                            | 2022.06.24 |                                                    |
| 《국가가 부른다》 Part19                   | "꼰대라떼"                             | 2022.07.08 |                                                    |
| 《내일은 국민가수》 라이브 앨범            |                                        | 2022.07.19 |                                                    |
| 《국가가 부른다》 Part23                   | "날 울리지마"                          | 2022.08.05 |                                                    |
| 《국가가 부른다》 Part25                   | "어른아이"                             | 2022.08.19 |                                                    |
| 《국가가 부른다》 Part28                   | "사랑은 눈꽃처럼"                      | 2022.09.09 |                                                    |
| 《국가가 부른다》 Part31                   | "잊혀진 계절"                          | 2022.09.30 |                                                    |
| 《바람의 남자들》 Part1                    | "미워요"                               | 2022.10.09 |                                                    |
| 《국가가 부른다》 Part34                   | "그런 사람 또 없습니다"                | 2022.10.21 |                                                    |
| 《국가가 부른다》 Part35                   | "친구라도 될 걸 그랬어" 압구정 날라리" | 2022.10.28 | 김동현 이솔로몬                                    |
| 《국가가 부른다》 Part36                   | "모든 날, 모든 순간"                   | 2022.12.09 |                                                    |
| 《국가가 부른다》 Part38                   | "Happy Christmas"                      | 2022.12.24 | 손진욱                                             |
| 《국가가 부른다》 Part39                   | "바보같지만"                           | 2022.12.31 |                                                    |
| 《국가가 부른다》 Part42                   | "날 위한 이별"                         | 2023.01.21 |                                                    |

## 방송
| 《Mnet 슈퍼스타K3》 2화                           | 2011.08.19-            |
| 《MBC 듀엣가요제》 24화 추석특집                  | 2016.09.16             |
| 《KBS 불후의 명곡》 277화 (고)김현식편            | 2016.11.12             |
| 《KBS 열린음악회》 1135화                         | 2017.01.15             |
| 《KBS 불후의 명곡》 301화 이현&이수미편           | 2017.04.29             |
| 《MBC 복면가왕》 1426화 내 노래에 풍덩 다이빙소년 | 2017.07.09             |
| 《KBS 열린음악회》 1184화                         | 2018.03.04             |
| 《KBS 불후의 명곡》 344회 작곡가 김영훈 10주기    | 2018.03.10             |
| 《KBS 유희열의 스케치북》 394회                   | 2018.04.22             |
| 《채널A 보컬플레이》                              | 2018.11.10- 2019.01.26 |
| 《TV조선 내일은 국민가수》                        | 2021.10.17- 2021.12.23 |
| 《TV조선 국가가 부른다》                          | 2022.02.17- 2023.04.21 |
| 《TV조선 바람의 남자들》                          | 2022.08.17             |
| 《KBS 불후의 명곡》 576-577화 더 프렌즈 특집      | 2022.10.08- 2022.10.15 |
| 《TV조선 화요일은 밤이 좋아》 53화                | 2022.12.27             |
| 《KBS 아침마당》 9402화                           | 2023.05.29             |
| 《TVING 결혼과 이혼 사이 2》 9화                  | 2023.07.07             |
| 《KBS 아침마당》 9495화                           | 2023.10.09             |
| 《KBS 더 시즌즈 이효리의 레드카펫》 6화           | 2024.02.09             |
| 《KBS 불후의 명곡》 648화 SG워너비편              | 2024.03.09             |
| 《KBS 사장님 귀는 당나귀 귀》 253-254화 김수미 편 | 2024.04.14             |
| 《KBS 열린음악회》 1475화 장애인의 날             | 2024.04.21             |
| 《KBS 열린음악회》 1479화 청와대 개방 2주년       | 2024.05.19             |
| 《MBC 복면가왕》 1799-1800화 소풍 도시락          | 2025.04.27- 2025.05.04 |

## 공연
| 브로맨스 데뷔 100일 기념 팬미팅                         | 2016.10.23             | 서울  | RBW공연장                        |
| 브로맨스 크리스마스 기념 팬미팅 《로맨틱포차》          | 2016.12.24             | 서울  | RBW공연장                        |
| 팬덤스쿨 코리아뮤직페스티벌                             | 2017.09.30             | 서울  | 고척스카이돔                     |
| Vromance's 600th Day 팬미팅                             | 2018.03.03             | 서울  | RBW공연장                        |
| 내일은 국민가수 전국투어 콘서트 《탄생!국가단》부산     | 2022.03.19             | 부산  | 벡스코                           |
| 내일은 국민가수 전국투어 콘서트 《탄생!국가단》광주     | 2022.03.27             | 광주  | 김대중컨벤션센터                 |
| 내일은 국민가수 전국투어 콘서트 《탄생!국가단》서울     | 2022.04.03             | 서울  | 잠실실내체육관                   |
| 내일은 국민가수 전국투어 콘서트 《탄생!국가단》일산     | 2022.04.23             | 일산  | 킨텍스                           |
| 내일은 국민가수 전국투어 콘서트 《탄생!국가단》대구     | 2022.05.07             | 대구  | 엑스코                           |
| 내일은 국민가수 전국투어 콘서트 《탄생!국가단》창원     | 2022.05.15             | 창원  | 컨벤션센터                       |
| 내일은 국민가수 전국투어 콘서트 《탄생!국가단》전주     | 2022.05.28             | 전주  | 한국소리문화의전당 야외공연장    |
| 내일은 국민가수 전국투어 콘서트 《탄생!국가단》강릉     | 2022.06.18             | 강원  | 세바스티아노 스포츠센터          |
| 내일은 국민가수 콘서트 《마지막 이야기》서울앵콜        | 2022.07.16 ~2022.07.17 | 서울  | 올림픽공원 SK핸드볼경기장        |
| 내일은 국민가수 대면 팬사인회                           | 2022.08.20             | 서울  | 윤당아트홀                       |
| 푸톤홉 오픈 파티                                        | 2022.12.10             | 서울  | 하이드 방배                      |
| 박장현 1st Fanmeeting 《현주소》                        | 2022.12.18             | 서울  | 제일라아트홀                     |
| RBW 2023 SUMMER FES. Over the Rainbow                   | 2023.07.16             | 서울  | 올림픽공원 SK핸드볼경기장        |
| RBW 2023 SUMMER FES. Over the Rainbow                   | 2023.08.19 ~2023.08.20 | Tokyo | Tokyo Gargen Theater             |
| 내일은 국민가수 오늘은 계묘결산                         | 2023.12.31             | 서울  | 광운대학교 동해문화예술관 대극장 |
| Vromance 1st Concert 《브로맨스의 작업실 #처음》        | 2024.02.17 ~2024.02.18 | 서울  | 구름아래소극장                   |
| Vromance 1st Concert Encore 《브로맨스의 작업실 #처음》 | 2024.04.28             | 서울  | 구름아래소극장                   |
| 박장현 팬미팅 《청춘의 6월》                            | 2024.06.29             | 서울  | 성암아트홀                       |
| 박장현 팬사인회 《두 사람》                             | 2024.08.17             | 서울  | 리엠아트센터                     |
| 박장현 단독콘서트 《첫,장》 A New Beginning             | 2024.10.12             | 서울  | 구름아래소극장                   |
| 박장현 단독콘서트 《첫,장》 Encore : Christmas          | 2024.12.25             | 서울  | 성암아트홀                       |
| 박장현 단독콘서트 《봄의 초대,장》                      | 2025.04.05             | 서울  | 구름아래소극장                   |
| 박장현 단독콘서트 《66정체성99》                        | 2025.06.06             | 서울  | 일지아트홀                       |
| 박장현×박현규 듀엣 콘서트 《이-음》                     | 2025.08.03             | 서울  | 구름아래소극장                   |

## 뮤지컬
| 뮤지컬 《할란카운티》    | 다니엘 역 | 2023.05.16 ~2023.07.16 | 서울 | 한전아트센터          |
| 뮤지컬 《삼총사》 서울   | 달타냥 역 | 2023.09.15 ~2023.11.19 | 서울 | 한전아트센터          |
| 뮤지컬 《삼총사》 광주   | 달타냥 역 | 2023.12.01 ~2023.12.03 | 광주 | 광주예술의전당 대극장 |
| 뮤지컬 《삼총사》 부산   | 달타냥 역 | 2023.12.23 ~2023.12.25 | 부산 | 소향씨어터 신한카드홀 |
| 뮤지컬 《삼총사》 제주   | 달타냥 역 | 2024.01.05 ~2024.01.07 | 제주 | 제주아트센터          |
| 뮤지컬 《친정엄마》 대구 | 사위 역   | 2024.04.12 ~2024.04.13 | 대구 | 수성아트피아          |
| 뮤지컬 《친정엄마》 서울 | 사위 역   | 2024.04.20 ~2024.05.26 | 서울 | 한전아트센터          |